# 特攻船 (漁船)
特攻船（とっこうせん）とは、1980年代以前に、日本の北方領土近辺の違法操業（密漁）に用いられた漁船。

## 概要
ソビエト連邦（現在はロシア）に実効支配されている北方領土近海は、海産資源の宝庫であり、根室市近隣の漁師の中には、国境警備隊の銃撃や拿捕を恐れず密漁を行う者が絶えなかった。
やがて、組織化された密漁団は漁師と暴力団員の混合チームと化し、こうした密漁に使う漁船を特攻船と呼ばれるようになった。
特攻船の装備は、日・ソ双方の取り締まりから逃れるために徐々に先鋭化し、最盛期には高出力エンジンを何基も並べ、総出力が1,000馬力に達するパワーボートのような漁船も現れた。こうした特攻船に用いられる燃料は、一般の漁船が用いるA重油ではなくガソリンであり、一時期、根室はハイオクガソリンの売り上げが日本一になったという。

## 終焉
1980年代後半から、冷戦構造が崩壊すると、ソビエト連邦（ロシア）と日本の警備当局が連携して取り締まりを行うようになり、表だった特攻船は姿を消した。
2000年代に、ウラジーミル・プーチンがロシア大統領になると、沿岸の取り締まりがさらに厳しくなり、数カ月の出漁で2-3億円ともされる利益をあげていた密漁は完全に姿を消したとされている。